# Cass Ole
Cass Ole, född 6 mars 1969, död 29 juni 1993, var en svart arabisk fullblodshingst som porträtterade Den Svarta hingsten i filmen Svarta hingsten från 1979. Det finns även många böcker om Svarta hingsten, t.ex. Svarta hingsten gör uppror, Svarta hingstens travföl, Svarta hingsten tävlar igen och Eldfuxen möter Svarta hingsten. 